# Canyon du Yarlung Tsangpo
Le canyon du Yarlung Tsangpo (ou gorges du Yarlung Tsangpo) est le canyon le plus long et le plus profond au monde. Il a été creusé par le Yarlung Tsangpo (Brahmapoutre) dans sa traversée de l'extrémité orientale de l'Himalaya au Tibet.
La réserve naturelle du grand canyon du Yarlung Tsangpo a été créée en 1988.

## Localisation
Le canyon du Yarlung Tsangpo est situé dans les districts de Mainling et de Mêdog de la préfecture de Nyingchi, au sud-est de la région autonome du Tibet en Chine.
Entre les villages de Pai (district de Mainling) et de Baxika (district de Mêdog), il forme une boucle autour du mont Namcha Barwa (altitude 7 780 mètres), dernier sommet important avant l'extrémité orientale de la chaîne himalayenne. Orienté d'ouest en est dans sa traversée du Tibet, le Yarlung Tsangpo prend ainsi la direction du sud-ouest avant de rejoindre l'Inde dans l'État de l'Arunachal Pradesh, où il change de nom pour devenir le Brahmapoutre.

## Caractéristiques
Le canyon a une longueur d'environ 500 kilomètres et une profondeur moyenne de 5 000 mètres. Le débit moyen du Yarlung Tsangpo y atteint près de 4 500 m3/s.
Le rapide soulèvement des roches de la région a permis la formation rapide des gorges du Yarlung Tsangpo, commençant il y a 2 à 2,5 millions d'années. Ce soulèvement du sol alentour semblerait être la cause de son importante profondeur.

## Centrale hydroélectrique de Medog
En 2024, les autorités chinoises actent la construction du barrage hydroélectrique de Medog dans le Canyon du Yarlung Tsangpo.